# Загидуллин, Марат Гайнуллович
Марат Гайнуллович Загидуллин (баш. Заһиҙуллин Марат Ғәйнулла улы; род. 13 августа 1972, д. Новый-Калкаш, Стерлибашевский район Башкирской АССР) — российский государственный деятель, Глава Администрации городского округа город Салават Республики Башкортостан (с 04.2025).

## Биография
Родился 13 августа 1972 года в деревне Новый-Калкаш.
В 1994 окончил Стерлитамакский государственный педагогический институт, учитель математики и физики, 2003 год второе высшее образование, Академия экономической безопасности МВД РФ, экономист.
Трудовую деятельность начал в 1994 году учителем физики и математики в Корнеевской основной школе Стерлибашевского РОНО.

## Награды
- Почётное звание «Заслуженный работник образования Республики Башкортостан», 2025 год

- Отличник образования Республики Башкортостан, 2006 год

- Нагрудный знак «За социальное партнерство» Президиума Центрального комитета Профсоюза работников народного образования и науки РФ, 2006 год

- Почетная грамота Минпросвещения России, 2024 год.

## Семья
Женат, пара воспитывает двух дочерей и сына.

## Политическая и общественная деятельность
Август 1994 года — апрель 1997 года: учитель физики и математики в Корнеевской основной школе Стерлибашевского РОНО.
Август 1997 года — ноябрь 2000 года: директор Корнеевской основной школы Стерлибашевского РОНО.
Январь 2001 года — февраль 2002 года: методист районного отдела образования Стерлибашевского РУНО.
Февраль 2002 года — январь 2004 года: заведующий методическим кабинетом, районного отдела образования Стерлибашевского РОНО.
Январь 2004 года — декабрь 2012 года: начальник отдела образования Администрации Стерлибашевского района.
Октябрь 2013 года — март 2016 года: директор ООО Строительное управление «Строймеханизация».
Март 2016 года — июнь 2019 года: коммерческий директор ООО «Торгсервис».
Июль 2019 года — август 2021 года: заместитель начальника управления рекрутинга и карьерного развития — ответственный секретарь приёмной комиссии Федерального государственного бюджетного образовательного учреждения высшего образования «Башкирский государственный педагогический университет им. М. Акмуллы».
Август 2021 — апрель 2025 года: директор Государственного бюджетного профессионального образовательного учреждения «Стерлитамакский политехнический колледж».
Апрель 2025 года по настоящее время — Глава Администрации городского округа города Салават.